# Нервеза дела Батаља
Нервеза дела Батаља (итал. Nervesa della Battaglia) је насеље у Италији у округу Тревизо, региону Венето.
Према процени из 2011. у насељу је живело 4349 становника. Насеље се налази на надморској висини од 72 м.

## Становништво
Према резултатима пописа становништва 2011. у општини је живело 6.854 становника.
| 1931. | 1936. | 1951. | 1961. | 1971. | 1981. | 1991. | 2001. | 2011. |
| ----- | ----- | ----- | ----- | ----- | ----- | ----- | ----- | ----- |
| 7.239 | 6.889 | 6.967 | 6.231 | 6.610 | 6.543 | 6.401 | 6.653 | 6.854 |

## Партнерски градови
- Луго (Италија)